# Brad Meltzer
Pour les articles homonymes, voir Meltzer.
Brad Meltzer, né le 1er avril 1970 à New York, est un écrivain américain, scénariste de bande dessinée et auteur de nombreux thrillers juridiques qui sont autant de best-sellers, ainsi que d'ouvrages de littérature d'enfance et de jeunesse. Il est en outre producteur et scénariste pour la télévision américaine.

## Biographie
Il grandit à Brooklyn, New York, puis déménage ensuite dans le sud de la Floride. En 1988, il sort diplômé de la North Miami Beach Senior High School (en). Il fait ses études supérieures à l'université du Michigan, où il obtient un diplôme en histoire en 1992.
En 1993, il vit à Beacon Hill, un quartier de Boston, en colocation avec Judd Winick. Il travaille le jour aux ventes pour le magazine Games et sur l'écriture de sa première nouvelle la nuit. Il étudie en plus, et obtient un diplôme de la Columbia Law School de l'université Columbia.
En 1997, grâce au soutien d'un bourse académique, il publie son premier roman policier, Délit d'innocence (The Tenth Justice), un thriller juridique qui se déroule dans les officines de la Cour suprême des États-Unis. Il récidive l'année suivante avec Mortelle Défense, qui se situe également dans les milieux juridiques, mais cette fois de Wall Street. En 1999, Chantage (The First Councel) a pour héros un avocat de la Maison-Blanche qui devient victime d'une machination. Selon le Dictionnaire des littératures policières, « ces trois thrillers sont dignes de ceux de John Grisham, Scott Turow ou David Baldacci ».  En 2004, Jeu mortel (The Zero Game) est un roman policier à la trame plus conventionnelle, en dépit d'un arrière-plan politique.
En 2004, avec notamment Greg Berlanti, il crée et produit la série télévisée américaine Jack et Bobby (Jack & Bobby), dont il rédige le scénario du premier épisode. La même année, il écrit le scénario de la mini-série de la bande dessinée Identity Crisis pour DC Comics et, en 2006, il est le scénariste du comics Justice League of America.
En septembre 2006, il travaille avec des psychologues, des membres de la CIA, du FBI et du département de la Sécurité intérieure des États-Unis, afin de prévoir de nouvelles manières que des terroristes pourraient utiliser pour attaquer les États-Unis,.

## Œuvre

### Romans

#### La trilogieCulper Ring
- The Inner Circle (2011)
- The Fifth Assassin (2013)
- The President's Shadow (2015)

#### SérieJim “Zig” Zigarowski
- The Escape Artist (2018)
- The Lightning Artist (2022)

#### Autres romans
- The Tenth Justice (1997) Publié en français sous le titre Délit d'innocence, Paris, Belfond, coll. « Nuits noire », 1999 ; réédition, Paris, Pocket no 11055, 2000
- Dead Even (1998) Publié en français sous le titre Mortelle Défense, Paris, Belfond, coll. « Nuits noire », 2000 ; réédition, Paris, Pocket no 11328, 2002
- The First Counsel (2000) Publié en français sous le titre Chantage, Paris, Belfond, coll. « Nuits noire », 2001 ; réédition, Paris, Pocket no 11531, 2003
- Natural Suspect (2001), écrit en collaboration avec William Bernhardt, Leslie Glass, Gini Hartzmark, John Katzenbach, John Lescroart, Bonnie MacDougal, Phillip Margolin, Michael Palmer, Lisa Scottoline et Laurence Shames
- The Millionaires (2002) Publié en français sous le titre Les Millionnaires, Paris, Belfond, coll. « Nuits noire », 2003 ; réédition, Paris, Pocket no 12189, 2004
- The Zero Game (2004) Publié en français sous le titre Jeu Mortel, Paris, Belfond, coll. « Nuits noire », 2005
- The Book of Fate (2005) Publié en français sous le titre Mort avec retour, Paris, XO éditeur, coll. « Thriller », 2009
- The Book of Lies (2008)

### Littérature d'enfance et de jeunesse

#### SérieOrdinary People Change World
- I am Abraham Lincoln (2014)
- I Am Amelia Earhart (2014)
- I am Rosa Parks (2014)
- I am Albert Einstein (2014)
- I am Jackie Robinson (2015)
- I am Lucille Ball (2015)
- I am Helen Keller (2015)
- I am Martin Luther King, Jr. (2016)

#### Autres ouvrages de littérature comics
- Green Arrow: Archer's Quest (2003)
- Identity Crisis (2005) Publié en français sous le titre Identity Crisis, Paris, Panini Comics, coll. « DC Deluxe », 2010
- Justice League of America : absolute identity crisis (2011) Publié en français sous le titre Justice League - Crise d'identité, Paris, Urban Comics, coll. « DC Classiques », 2013

### Autres publications
- Heroes for My Son (2010)
- Heroes for My Daughter (2012)
- History Decoded: The Ten Greatest Mysteries of History Revealed (2013)

## Récompenses
- 2008 : Prix Eisner du meilleur numéro ou one-shot pour Justice League of America n°11 : Walls (avec Gene Ha)

## Filmographie
- Pedro et moi par Judd Winick; (2000; Henry Holt)